# Reana del Rojale
Reana del Rojale (friülà Reane dal Roiâl) és un municipi italià, dins de la província d'Udine. L'any 2007 tenia 5.010 habitants. Limita amb els municipis de Nimis, Povoletto, Tarcento, Tavagnacco, Tricesimo i Udine.

## Administració
| Període | Identitat   | Partit        |
| ------- | ----------- | ------------- |
| 2004-   | Edi Colaoni | Llista cívica |